# Postgesetz
Postgesetze regeln, unter welchen Voraussetzungen Postunternehmen in einem Land betrieben werden dürfen.

## Deutschland
Durch das Postgesetz (PostG) wird der rechtliche Rahmen für die Erbringung von Postdienstleistungen geregelt. Es ist Nachfolger der Vorschriften, die die Erbringung der Postleistungen durch die Deutsche Bundespost regelten (vor allem die Postordnung) und verfolgt die Konzeption, der Wirtschaft und den Verbrauchern den Zugang zu modernen, preiswerten und kundengerechten Postdienstleistungen zu eröffnen. Die Vorschrift des § 1 PostG weist dieser Leitvorstellung des Gesetzgebers normative Geltung zu. Durch Regulierung im Bereich des Postwesens sollen der Wettbewerb gefördert und flächendeckend angemessene und ausreichende Dienstleistungen gewährleistet werden.
Das Gesetz hob mit dem Inkrafttreten am 1. Januar 1998 die bestehenden Monopolrechte noch nicht auf. Es wurden zunächst nur einzelne Teilbereiche für den Wettbewerb geöffnet. Der wesentliche Markt der Briefbeförderung wurde durch eine befristete Exklusivlizenz zugunsten der Deutschen Post AG vor Wettbewerb geschützt. Diese Lizenz wurde zum 31. Dezember 2007 ersatzlos aufgehoben.
Das Kabinett Scholz beschloss am 20. Dezember 2023 den Entwurf eines neuen Postgesetzes. Die bisherige Regelung (die Post muss mindestens 80 Prozent der an einem Werktag eingeworfenen Briefe am nächsten Werktag zugestellt haben) wurde gelockert, damit die Post den Brieftransport mit nachts startenden und landenden Flugzeugen einstellen kann.
Das Gesetz zur Modernisierung des Postrechts (Postrechtsmodernisierungsgesetz – PostModG) umfasst:
- Allgemeine Vorschriften, insbesondere den Zweck und Anwendungsbereich des Gesetzes, die Regulierungsziele und Begriffsdefinitionen.
- Marktzugang und Marktaufsicht, darunter Regelungen bezüglich des Anbieterverzeichnisses, der Zuverlässigkeit, Leistungsfähigkeit und Fachkunde der Anbieter, der Antragstellung für Dienste und der Verantwortlichkeit der Auftraggeber.
- Versorgungsqualität und Universaldienst, einschließlich der Gewährleistung einer flächendeckenden Versorgung und Maßnahmen zur Wiederherstellung des Universaldienstes.
- Verbraucherschutz, Bestimmungen zu Informationspflichten, Nachforschungen, Beschwerdeverfahren und Schlichtung.
- Marktregulierung mit den Regelungen zu Marktdefinitions- und -analyseverfahren, Entgeltregulierung und Zugangsregulierung.
- Missbrauchsaufsicht, Schadensersatzpflicht und Vorteilsabschöpfung.
- Förmliche Zustellung, Postgeheimnis und Datenschutz.
- Regelungen zur Ausgabe von Postwertzeichen
- Sektorspezifische Vorgaben in Bezug auf den Schutz der Beschäftigten und ökologische Nachhaltigkeit.
- Organisation, Befugnisse und Verfahren im Zusammenhang mit der Bundesnetzagentur.
- Regelungen zur Notfallversorgung mit Postsendungen im Falle von Krisen sind Bestandteil des Gesetzes.
- Bußgeldvorschriften sowie Vorschriften zu Fristen für die Übergangszeit zwischen altem und neuen Postgesetz.

Das novellierte Postgesetz nimmt die bisherige Post-Entgeltregulierungsverordnung, die Post-Universaldienstleistungsverordnung, Post-Dienstleistungsverordnung und das Post-Sicherstellungsgesetz auf.
Sie trat am 19. Juli 2024 in Kraft.

## Österreich
Das Bundesgesetz über die Regulierung des Postmarktes (Postmarktgesetz, PMG) vom 4. Dezember 2009 (BGBl. I Nr. 123/2009) verfolgt ähnliche Ziele. Laut Bundesministerium für Verkehr, Innovation und Technologie soll es gewährleisten, dass der Bevölkerung und der Wirtschaft vielfältige, preiswerte und qualitativ hochwertige Postdienste angeboten werden. Es soll insbesondere für die Bevölkerung im gesamten Bundesgebiet eine ausreichende und preiswerte Grundversorgung mit Postdiensten (Universaldienst) gewährleisten und einen fairen Wettbewerb beim Erbringen von Postdiensten ermöglichen.

## Schweiz
Im Postgesetz vom 17. Dezember 2010 (SR 783.0) ist die Grundversorgung mit Postdiensten und Dienstleistungen des Zahlungsverkehrs definiert. Ausserdem werden die Rahmenbedingungen für die Öffnung des Postmarktes für den Wettbewerb geschaffen und verschiedenen Akteuren Aufsichts- und Regulierungsaufgaben zugewiesen. Eigentümer der Schweizer Post ist der Bund, die Fachaufsicht wird ausgeübt vom BAKOM, Regulierungsbehörde ist die PostCom.